# Liski (stacja kolejowa)
Liski (biał. Ліскі, ros. Лиски) – stacja kolejowa w miejscowości Liski, w rejonie rzeczyckim, w obwodzie homelskim, na Białorusi. Leży na linii Homel - Łuniniec - Żabinka.